# Свято-Троїцький собор (Дніпро)
Свято-Троїцький Кафедральний собор — православний кафедральний собор УПЦ московського патріархату у місті Дніпро, побудований в XIX столітті за проєктом Людвіга Шарлемань-Боде і Пьєтро Вісконті. Протягом усього XIX століття іменувався то Троїцькою церквою, то церквою Зішестя Святого Духа.

## Історія
Свято-Троїцький собор зведено у 1845-1855 роках східніше від Свято-Духівської церкви, що височила над Привізною площею (тепер площа Героїв Майдану), колишньою Троїцькою площею.
Дерев’яна будівля храму Святого Духу була вперше зведена у 1780-1781 роках у старому Катеринославі (Кільченському) і 1791 року перенесена до нового Катеринославу у Половицю (біля будинку на Успенській площі, 1) з освятою 15 січня Катеринославським і Херсонес-Таврійським єпископом Амвросієм (Серебрянніковим) на честь ікони Казанської Богоматері. 1797 року на тій же Успенській площі була зведена дерев’яна власне Свято-Успенська церква, а Казанська церква вирушила на Привізну площу, де у 1799-1800 майстер Самійло Доруденко на замовленням Міської Думи спорудив іконостас. Збором коштів для перенесення храму займались місцеві купці Григорій Христофорів, Кирило Остроухів и Григорій Полуянів.
1837 східніше Святодухівської церкви було освячено місце під кам’яний Троїцький собор. Купецтво міста звернулося за допомогою до петербурзьким архітекторам Людвігу Шарлемань-Боде і Петру Вісконті, що вже спроєктували Успенський собор (1837 рік). Архітектори роком раніше виконали новий проєкт цього купецького храму.
Будівництво почалося 1845 року на кошти лісопромисловця Феодора Дупленко, який виділив 103 тисячі карбованців. Освячення Свято-Троїцької церкви відбулося 1855 року за Катеринославського і Таганрізького єпископа Леоніда (Заріцького). Відбулося перейменування навколишніх вулиці за внутрішнім устроєм храму: за центральним вівтарем Животворної Трійці назвали Троїцьку вулиця, за правобічним вівтарем ікони Казанської Богоматері назвали вулицю праворуч - Казанську (тепере вулиця Михайла Грушевського), і за лівобічним вівтарем Андрія Першозваного назвали вулицю ліворуч - Першозванівську (тепер вулиця Короленка).
У 1862 році на пожертву купця Андрія Кирпичникова у 15 тисяч карбованців була зведена дзвіниця, що стала найвищою спорудою в Катеринославі того часу.  В кінці XIX сторіччя будівлі храму і дзвіниці були з'єднані між собою сполучним приділом, що збільшили площу храму у 2 рази.
У другій половині XIX століття собор виконував функції міської парафіяльної церкви. Згідно «Єпархіальних відомостях», причт собору складався з трьох священиків, одного диякона, кількох псаломщиків. Духовенство крім прямих священичих обов'язків брала участь у роботі церковних адміністративних установ, займався викладацькою діяльністю і проповідувало.
За клопотами старости Троїцької церкви Івана Олексієнка наприкінці 19 сторіччя храм будує будинок Причта і Троїцької церковно-парафіяльної школи, відкриває на Троїцькому базарі свічну і 12 інших лавок,
17 листопада 1913  у Троїцькій церкві м. Катеринослава прочитав лекцію "Проти невіруючих в чудеса Христа"  Федір Андрійович Чепурківський

В кінці 1900-х років у храмі провадилися великі ремонтні роботи. Для малювання нових ікон і фресок у 1909 році сюди запросили видатного українського митця Івана Сидоровича  Їжакевича (1864-1962).

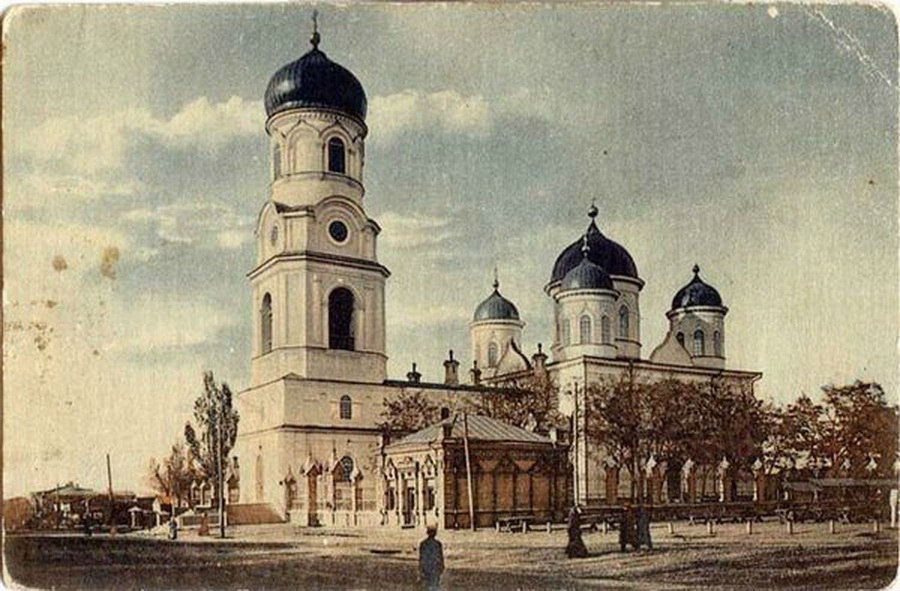
Троїцька церква. Початок ХХ століття.

В роки радянської влади, після того, як закрився Спасо-Преображенський собор, сюди переміщається кафедра правлячого архієрея. Архієрейський будинок розмістився по сусідству, на Червоній вулиці; його першим насельником став владика Агапіт.

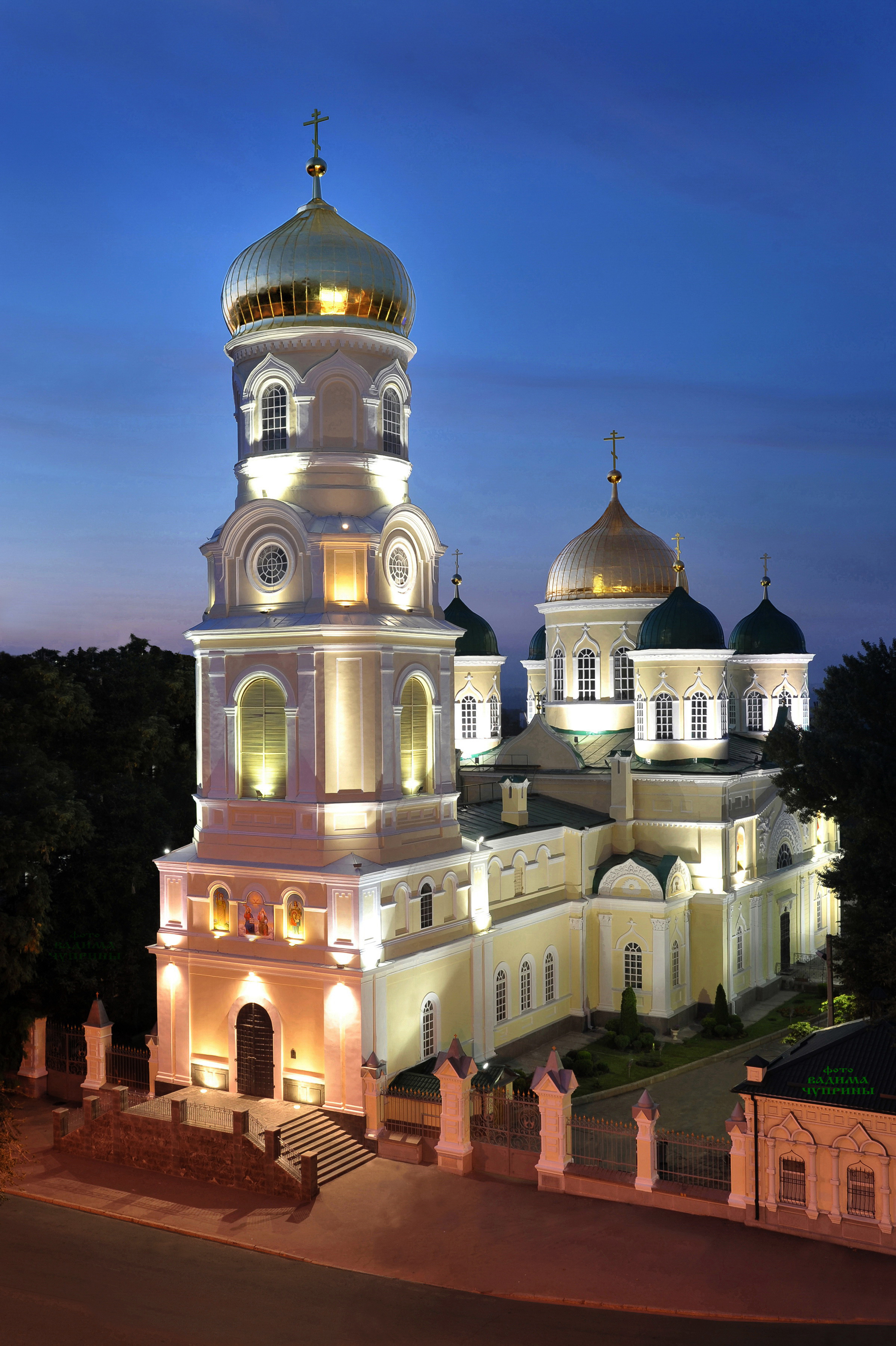
Свято-Троїцький собор вночі

У 1934 році, під час боротьби з релігією в СРСР, собор було закрито.
Будівлю було віддано під фуражний склад. У цей період стіни храму прорубані для спорудження ярусів-настилів. Перепади температур, бруд завдали великої шкоди внутрішньому оздобленню собору, особливо розписам.
Богослужіння відновилися в 1941 році, після окупації міста німецькими військами — і більше не припинялися. У листопаді 1941 року у Троїцькому соборі відновили архієпископську кафедру і богослужіння. 11 червня 1942 року на кафедру був хіротонізований Димитрій (Маган) в єпископа Дніпропетровського і Запорізького. Протягом 1942 року за проєктом Володимира Самодриги собор через відсутність коштів не у повному обсязі відремонтували зовні: повісили дзвони, поштукатурили й вибілили стіни, знову пофарбували в зелений колір купола й повернули на них золоті хрести, усередині встигли розібрати перекриття і розчистити зафарбований розпис.
У 1943 році, під час зайняття міста радянськими військами, загинув настоятель храму протоієрей Володимир Капустинський (до революції був інспектором єпархіального жіночого училища і настоятелем Введенської церкви). 27 жовтня 1943 року, через два дні після звільнення Дніпропетровська, у дворі храму був розстріляний протодиякон собору Іларіон (його могила розташована на території собору).
З 1944 року церква відновлюється і ремонтується. Приблизно в цей же час відбувається реорганізація Дніпропетровської єпархії, і собор стає кафедральним, тобто резиденцією правлячого архієрея. Підвищення статусу собору дозволило розпочати капітальні реставраційні роботи, розпочаті в 1956 році.
Приведення в порядок зовнішнього і внутрішнього оздоблення храму та благоустрій навколишньої території ведуться настоятелем, протоієреєм Володимиром Аксютиним завдяки підтримці Владики Іринея, який очолює єпархію з 1993 року.
Біля стін собору поховані єпархіальні архієреї Андрій (Комарів), Варлаам (Ільющенко), Кронід (Міщенко), настоятеля собору, розстріляний протодиякон Іларіон, а також мешканці міста, які стали жертвами німецьких бомбардувань в 1941 році.
У соборі знаходяться святині: ікона Святої Трійці з часткою Мамврійського дуба, ікона «Плачу Спаситель», ікони Божої Матері «Іверська», «Казанська», «Достойно є», «Самарська», два хрести-мощевик з частками мощей шанованих у православ'ї святих. Серед реліквій зберігаються іконостас Казанської церкви і гробниця з Свято-Миколаївського (Брянського) собору.
У соборі проходять щоденні служби, відбуваються треби. У святкові дні вранці — дві служби: о 7:00 і 9:00. У недільні дні на вечірній службі — читання акафіста, а в суботні дні — єлеєпомазання здійснює правлячий архієрей.